# Gustav Frederik Holm
Gustav Frederik Holm (Copenhaguen, 6 d'agost de 1849 - Copenhague, 13 de març de 1940) va ser un oficial naval i explorador àrtic danès. Esdevingué oficial de marina el 1899 i va ser el cap de l'oficina hidrogràfica danesa de 1899 a 1909. Més endavant fou nomenat com a director de pilots el 1912. Rebé moltes distincions a conseqüència de les seves exploracions i descobertes, sobretot a la costa oriental de Groenlàndia.